# Andreas Heldrich
Andreas Heldrich (* 20. Januar 1935 in Jena; † 31. Oktober 2007 in München) war ein deutscher Rechtswissenschaftler. Er war Rektor der Ludwig-Maximilians-Universität München von 1994 bis 2002.

## Leben
Andreas Heldrich wurde 1935 als Sohn des Juristen Karl Heldrich (1900–1939) in Jena geboren. Er studierte von 1953 bis 1957 Rechtswissenschaft an der LMU und an der Universität London. 1959 wurde er in München zum Dr. jur. promoviert. 1961 legte er seine Zweite Juristische Staatsprüfung ab. 1965 habilitierte er sich, nachdem er zwischenzeitlich als Assistent am Max-Planck-Institut für ausländisches und internationales Privatrecht in Hamburg gearbeitet hatte.
Von 1965 bis 1972 war Heldrich ordentlicher Professor am Institut für ausländisches und internationales Privat- und Wirtschaftsrecht der Westfälischen Wilhelms-Universität in Münster.
1972 wurde er auf den Lehrstuhl am Institut für internationales Recht (heute Lehrstuhl für Bürgerliches Recht, Internationales Privatrecht und Rechtsvergleichung) der Ludwig-Maximilians-Universität München berufen.
Von 1976 bis 1982 war er Mitglied des Wissenschaftsrates, ab 1979 dessen Vorsitzender. Ab 1987 war er zunächst Vizepräsident, von 1990 bis 1994 Prorektor und von 1994 bis 2002 Rektor der LMU München.
Heldrich war Verfasser zahlreicher Fachpublikationen und interdisziplinärer Schriften. Er gehörte zu den Bearbeitern des Kurzkommentars zum Bürgerlichen Gesetzbuch Palandt.
Andreas Heldrich war Mitglied der Weiße Rose Stiftung. Seit 2004 war er Vorsitzender der Stiftung Bayerische Gedenkstätten.

## Ehrungen und Auszeichnungen
- 1997 Verdienstkreuz 1. Klasse des Verdienstordens der Bundesrepublik Deutschland, für Verdienste um die Hochschulorganisation und Hochschulpolitik

## Kuriosa
Im Jahr 2000 wurde ihm der Negativpreis „Sprachpanscher des Jahres“ des Vereins Deutsche Sprache für den Vorschlag verliehen, die Fakultäten und Fachbereiche der Universität in Departments umzubenennen.

## Schriften (Auswahl)
Als Autor
- Persönlichkeitsschutz und Pressefreiheit. Ludwig-Boltzmann-Institut für Europarecht, Wien 1998, DNB 960206566.
- Das interlokale Privatrecht Deutschlands nach dem Einigungsvertrag. Verlag de Gruyter, Berlin et al. 1992, ISBN 978-3-11-013804-7.
- Freiheit der Wissenschaft – Freiheit zum Irrtum? Müller Jur. Verlag, Heidelberg 1987, ISBN 978-3-8114-6687-6.

Als Mit-Autor bzw. Herausgeber
- Heldrich, Andreas und Nili Cohen (Hg): Academic Freedom. Interdisciplinary Conference of Tel Aviv University and Munich University. Venice, October 1998. Utz Verlag, München 2001, ISBN 978-3-89675-966-5.
- Heldrich, Andreas und Toshiyuki Kono (Hg.): Herausforderungen des Internationalen Zivilverfahrensrechts: Japanisch-deutsch-schweizerisches Symposium über aktuelle Fragen des Internationalen Zivilverfahrensrechts im Verhältnis zu den USA. Verlag Mohr Siebeck 1994, ISBN 978-3-16-146273-3.
- Heldrich, Andreas und Gerhard Schmidtchen: Gerechtigkeit als Beruf. C.H. Beck Verlag, München 1982, ISBN 978-3-406-09117-9.